# Martin Shkreli
Martin Shkreli (wym. /ˈmɑɹ.tn̩ ʃkrɛli/, ur. 17 marca 1983 w Nowym Jorku) – amerykański przedsiębiorca i kierownik firmy farmaceutycznej. Jest współzałożycielem funduszu hedgingowego MSMB Capital Management, współzałożycielem i byłym dyrektorem generalnym biotechnologicznej firmy Retrophin oraz założycielem i byłym dyrektorem generalnym firmy farmaceutycznej Turing Pharmaceuticals.
W 2015 roku spotkał się z dużą krytyką ze strony opinii publicznej, kiedy jego firma Turing Pharmaceuticals uzyskała licencję na produkcję środka na toksoplazmozę Daraprim, a następnie podniosła jego cenę o blisko 5600% (cena leku wzrosła z 13,5 do 750 dolarów za tabletkę), co spowodowało, że media zaczęły nazywać go określeniem „najbardziej znienawidzonego człowieka Ameryki” oraz „farmaceutycznego sępa”. 14 stycznia 2022 Denise Cote, sędzia sądu federalnego w Nowym Jorku, nakazała Shkreliemu wypłatę odszkodowania skarżącym w wysokości 64,6 mln dol., za złamanie praw antymonopolowych. 
W grudniu 2015 został aresztowany i oskarżony o okłamywanie w latach 2009–2012 inwestorów funduszu hedgingowego MSMB i kradzież aktywów z założonej przez siebie w 2011 firmy biofarmaceutycznej Retrophin Inc. w celu spłacania inwestorów MSMB. Po oskarżeniu Shkreli odmówił wycofania się z życia publicznego i publicznie chwalił się majątkiem. 26 czerwca 2017 ruszył proces Shkreliego, a w marcu następnego roku został skazany na siedem lat pozbawienia wolności i 75 tysięcy dolarów grzywny.
Był również posiadaczem jedynej kopii albumu amerykańskiej grupy hip-hopowej Wu-Tang Clan zatytułowanego Once Upon a Time in Shaolin, który wylicytował w domu aukcyjnym Paddle8 za 2 miliony dolarów oraz maszyny szyfrującej Enigma. Na mocy wyroku sądu album ten przeszedł najpierw na własność rządu Stanów Zjednoczonych, a następnie został sprzedany za 4 mln dol. imperium kolekcjonerskiemu PleasrDAO.